# Blåljus (bokserie)
Blåljus!, bokserie av Margit Sandemo. 
Margit Sandemo skrev alla sina böcker på svenska.

## Böckerna i serien

### 1. Alarm
Norsk titel: Alarm
- Utgivningsår: 2004

### 2. Anrop
Norsk titel: Anrop
- Utgivningsår: 2004

### 3. Vänskap
Norsk titel: Vennskap
- Utgivningsår: 2004

### 4. Nödsignaler
Norsk titel: Nødsignaler
- Utgivningsår: 2004

### 5. Stjärnstoft
Norsk titel: Stjernestøv
- Utgivningsår: 2004

### 6. Glimt av evigheten
Norsk titel: Glimt av evigheten
- Utgivningsår: 2004